# Pietro Spiggia
Pietro Spiggia (1 de marzo de 1901 en Orgosolo, Cerdeña) es un poeta italiano. Después de que él saliera de su país, comenzó a trabajar y a escribir los “poemas fáciles” para la gente joven y tercera edad. Uno de su trabajos más importantes es un poema que creó para su madre.
- Datos: Q9059580